# Изенбург (Вестервальд)
Изенбург (нем. Isenburg) — община в Германии, в земле Рейнланд-Пфальц.
Входит в состав района Нойвид. Подчиняется управлению Дирдорф. Население составляет 610 человек (на 31 декабря 2010 года). Занимает площадь 4,17 км².